# Petr Kellner
Petr Kellner (Česká Lípa, 1964. május 20. – Knik-gleccser, Alaszka, USA, 2021. március 27.) cseh milliárdos, éveken át Csehország leggazdagabb személye. Ő volt – többek között –  a magyar Telenor cég tulajdonosa is. Helikopterbaleset áldozata lett.
Vagyonát a Forbes 17,5 milliárd dollárra becsülte, míg a Bloomberg listáján 15,7 milliárd dolláros vagyonnal szerepelt.

## Életpályája
Liberec közelében született. 
Vagyonának zömét az általa alapított PPF Csoport jelentette.

### Halála
Kellner 2021. március 27-én szombaton kora este hunyt el, amikor az Airbus AS350 B3 helikopter lezuhant Alaszkában, Butte város közelében  a Knik-gleccsernél. A szerencsétlenségben öten haltak meg, további egy személy pedig súlyosan megsérült.  Kellneren kívül életét vesztette egy másik cseh személy, Benjamin Larochaix, továbbá két túravezető, Gregory Harms és Sean McMannany, végül a helikopter pilótája, Zach Russel. A baleset körülményeit pedig továbbra is vizsgálják.